# 郭瑄第
郭瑄第，原名紫霄，字丙奏，号蛰庵，福建南安人，清朝政治人物、同進士出身。

## 生平
順治九年（1652年）壬辰科進士，任河南汜水县知縣。著有《蛰庵集》。